# ヒリュウシダ
ヒリュウシダ(Blechnum orientale L.)は、シダ植物門シシガシラ科ヒリュウシダ属に属する植物で、亜熱帯から熱帯に分布する大柄なシダ類である。

## 特徴
日本のシシガシラとは同属であるが、見かけは大きく異なる。シシガシラが普通は30cm程度の植物であるのに対してヒリュウシダは葉の長さが2mを越える大きなシダである。また、胞子葉が別に生じない点も異なる。
根茎は塊状で短く立ち、多数の葉をつける。根茎と葉の付け根付近は褐色で毛のようなの鱗片に覆われている。葉は斜め上に向けてやや立ち上がって伸びる。
葉は長さが2mにもなり、その基部四分の一くらいは葉柄になっている。葉柄は太くて硬く、痕跡的になった羽片である突起がまばらに並ぶ。葉身は全体としては披針形で、一回羽状複葉。葉質は薄くてやや柔らかく、表面にはややつやがある。葉は緑だが、出芽時には赤みを帯びる。胞子のう群は主脈の両側に密着して、連続した線状になって伸びる。

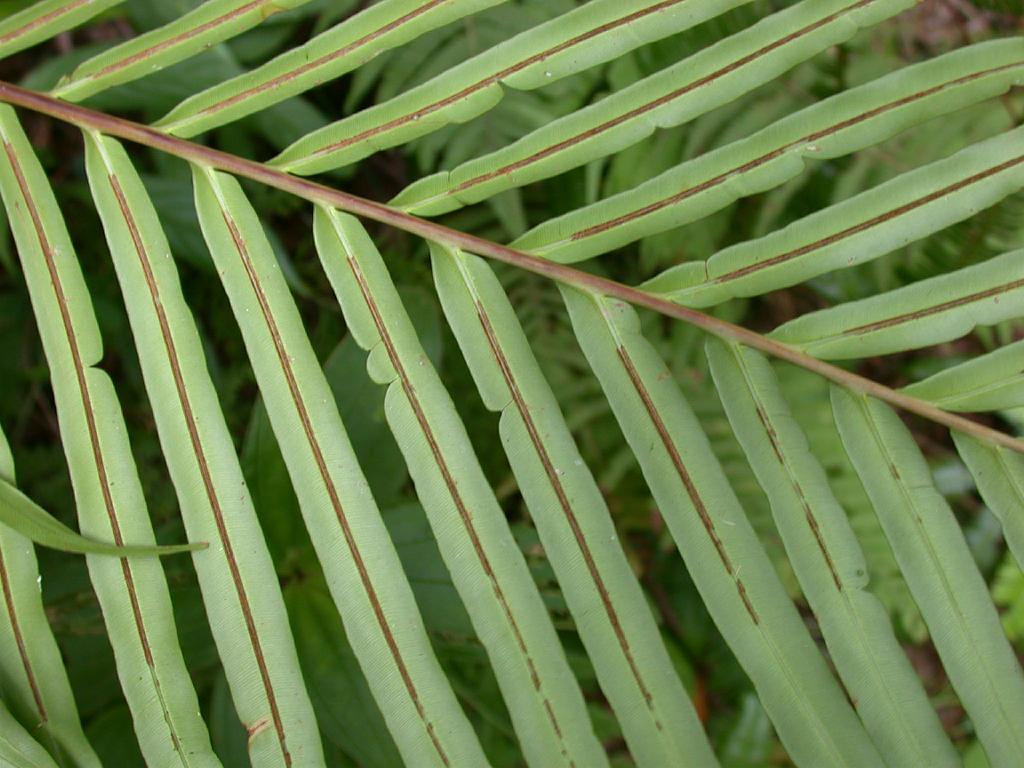
裏側・主脈に沿った胞子嚢群を示す

日本では屋久島以南の琉球列島と小笠原諸島に産し、アジアからオセアニアにかけて広く分布する。屋久島では現在はほとんど見られないというが、沖縄ではごく普通種である。山林に普通で、やや明るい林によく出現するが、林縁部や道路わきなどにもよく出現する、やや雑草的な性格ももつ。

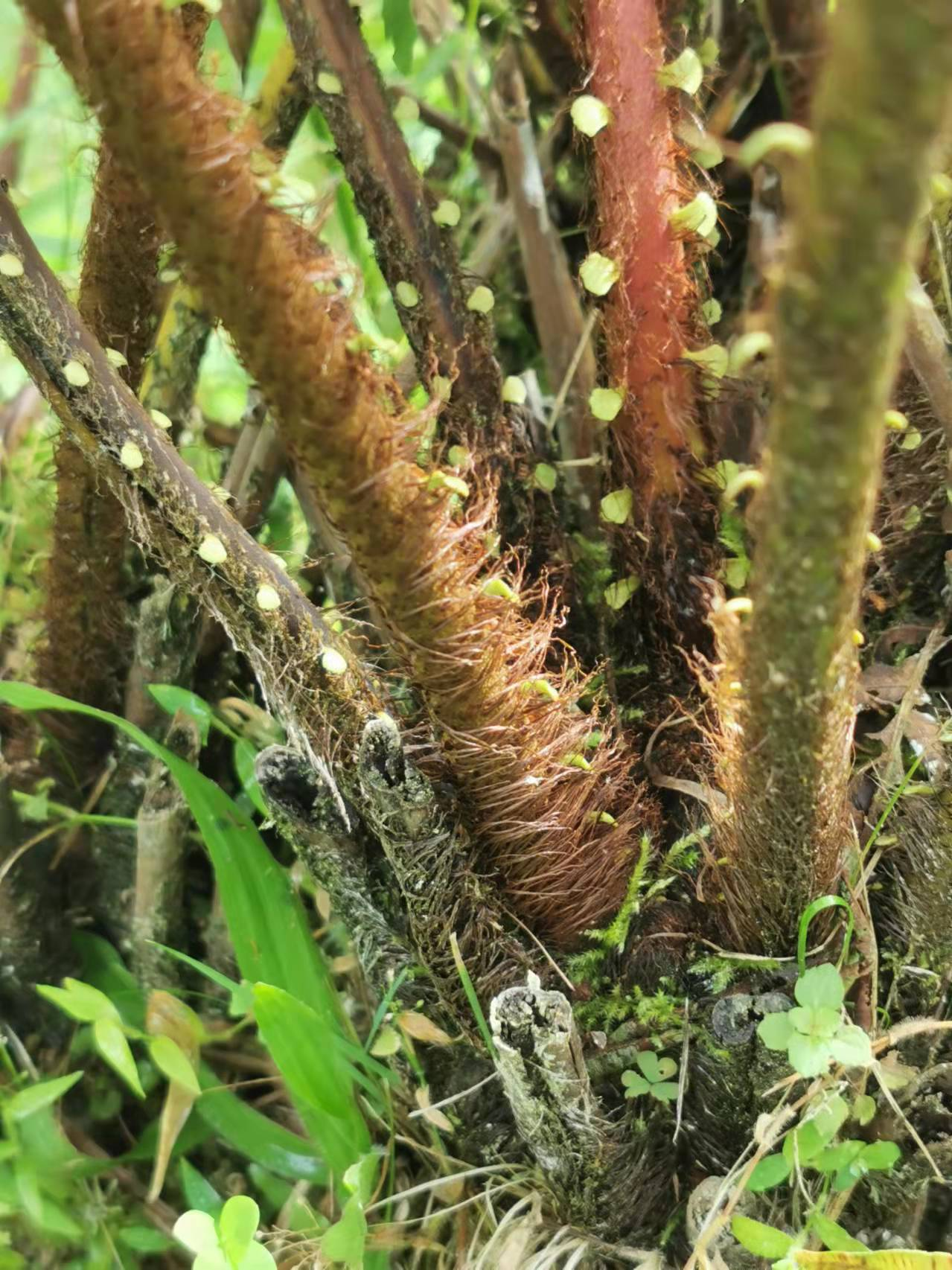
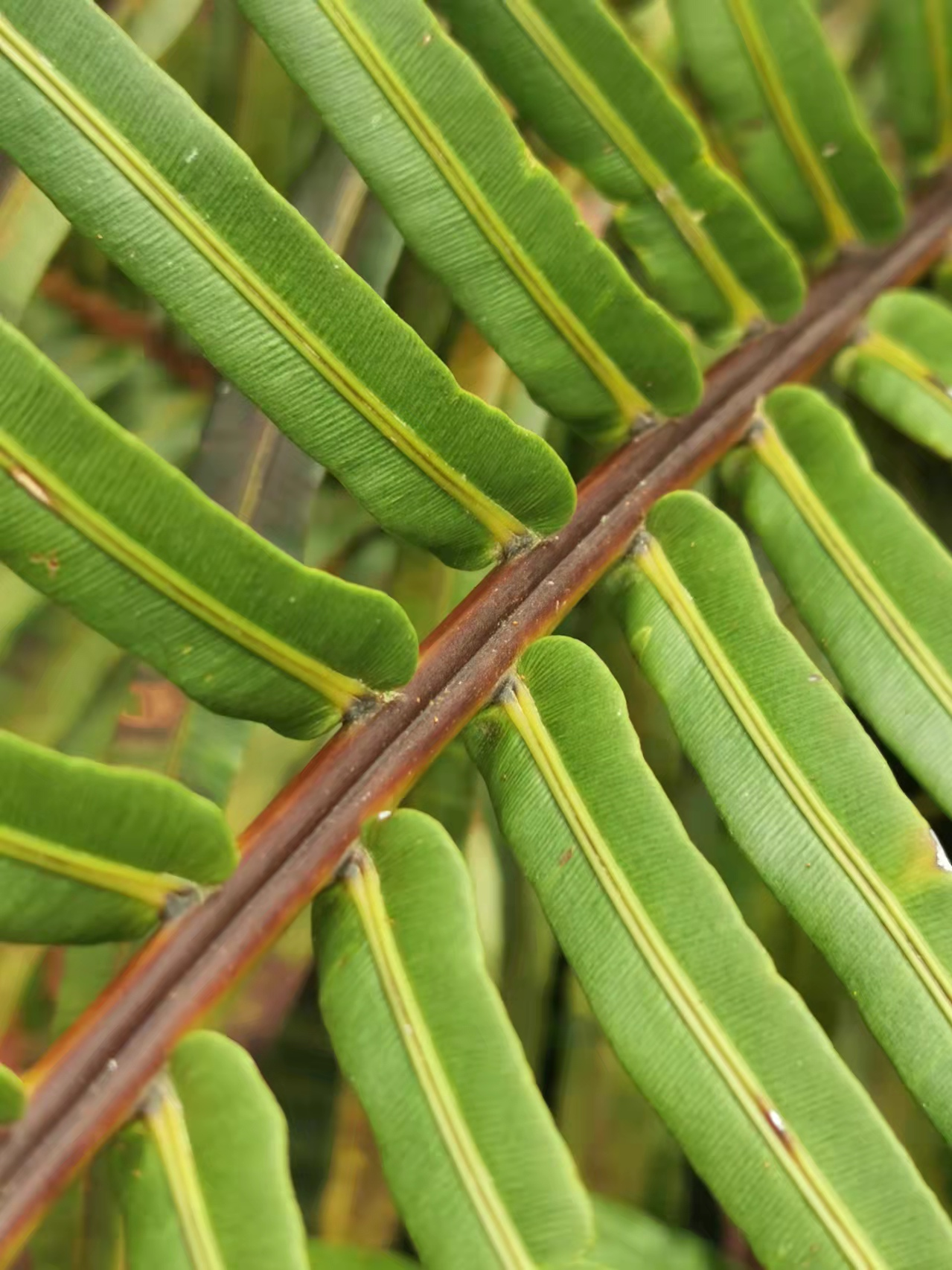
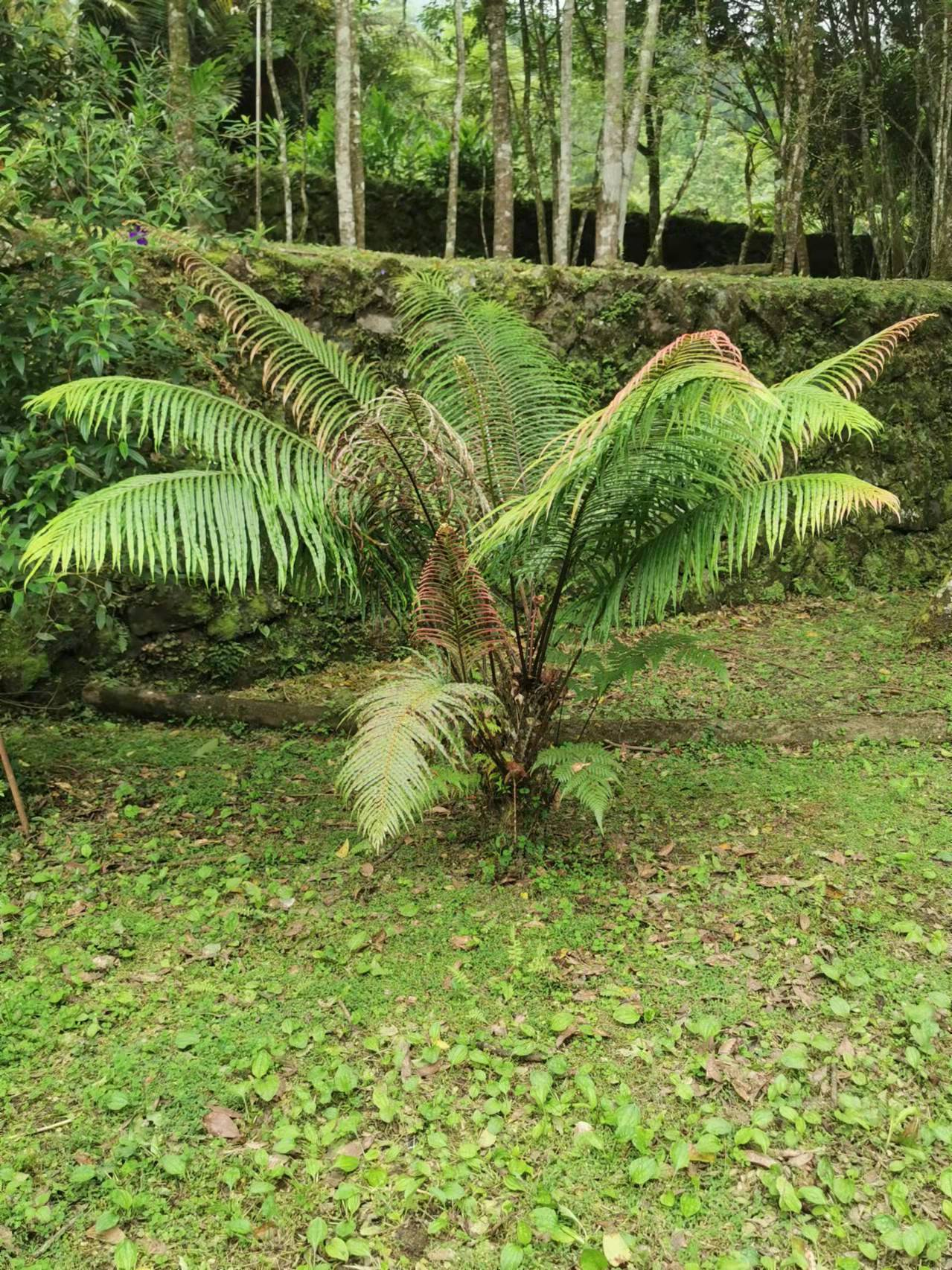

## 類似種等

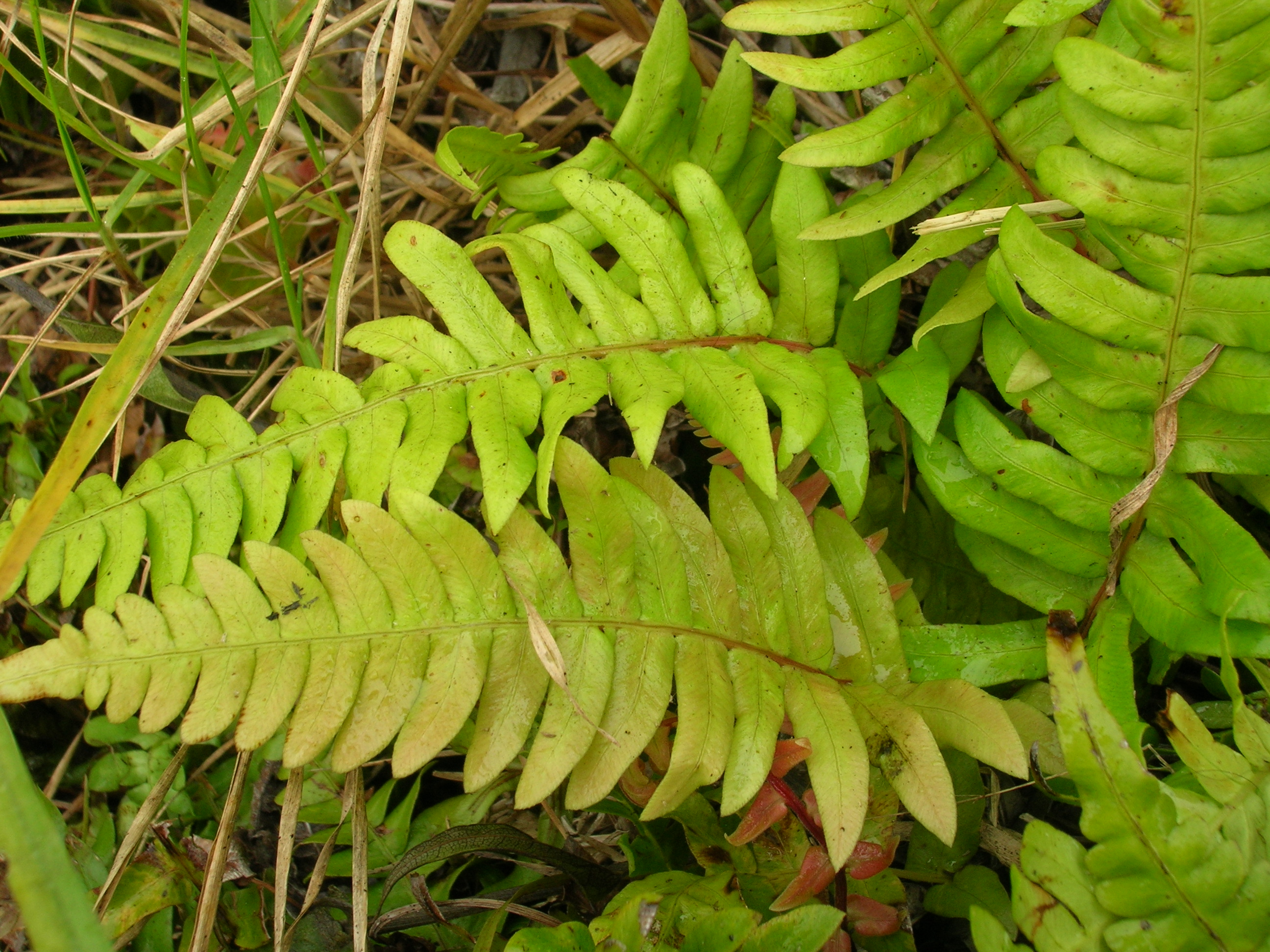
ブラジルヒリュウシダ

日本国内には似たものがない。特に役に立つことも害をなすこともない。
国外では南アメリカに産する類似種にブラジルヒリュウシダ(B. occidentale L.)があり、観葉植物として栽培されることがある。園芸植物としてはHammock fernと呼ばれる。